# جام ملت‌های اقیانوسیه ۱۹۹۶
جام ملت‌های اقیانوسیه ۱۹۹۶ سومین دوره از مسابقات جام ملت‌های اقیانوسیه بود که توسط کنفدراسیون فوتبال اقیانوسیه برگزار شد. در پایان مسابقات تیم ملی فوتبال استرالیا برای دومین بار به مقام قهرمانی رسید.